# 西来初地
西来初地位于中国广州市荔湾区下九路北侧西来正街一带。隋朝以前此地为珠江河岸，南朝梁武帝普通七年（526年），天竺国高僧菩提达摩东渡广州于绣衣坊码头（今下九路附近）登岸，并在此建造西来庵传教。后世信徒遵奉达摩为中国佛教禅宗始祖，其登岸地点为西来初地。清朝顺治十二年（1655年）重修西来庵改名为华林寺，成为广东名刹。现时周围一带已成为居民区和商业街。